# Para Caymmi, de Nana, Dori e Danilo: 90 Anos
Para Caymmi, de Nana, Dori e Danilo: 90 Anos é uma homenagem prestada por Nana Caymmi, Danilo Caymmi e Dori Caymmi, filhos do músico e compositor baiano Dorival Caymmi que completou 90 anos em 30 de abril de 2004. Também há um DVD Para Caymmi 90 anos gravado ao vivo no Canecão em 30 de abril de 2004, dia do nonagésimo aniversário de Dorival Caymmi. Existem duas opções de capa para este CD. Álbum vencedor de Melhor Álbum de Samba/Pagode no Grammy Latino em 2004.

## Músicas
1. Acontece que Eu Sou Baiano  
2. Você Já Foi À Bahia?  
3. Saudade da Bahia   
4. Severo do Pão/ O Samba da Minha Terra      
5. Promessa de Pescador       
6. O Bem do Mar    
7. Marina   
8. Peguei um Ita no Norte   
9. Festa de Rua      
10. Morena do Mar      
11. Adeus      
12. Requebre que Eu Dou um Doce/ Um Vestido de Bolero      
13. A Vizinha do Lado/ Eu Cheguei Lá      
14. Eu Não Tenho Onde Morar/ Maracangalha